# Vicente Rojo Lluch
Pour les articles homonymes, voir Rojo.
Vicente Rojo Lluch (Fuente la Higuera, province de Valence, 1894 – Madrid, 1966) est un général républicain espagnol.

## La formation
Vicente Rojo est le fils posthume d'un militaire qui combattit les carlistes puis à Cuba, où il tomba malade. Peu après, sa mère mourut, et Rojo dut entrer dans un orphelinat militaire.
Il entre à l'Académie d'infanterie de Tolède en 1911 et en sort en 1914 avec le grade de sous-lieutenant, au quatrième rang d'une promotion de 390 élèves-officiers. Après avoir été en garnison à Barcelone, il est muté dans l'infanterie coloniale (Regulares) à Ceuta puis revient à Barcelone et va ensuite à Seo de Urgel.
En 1922 il est déjà capitaine et revient à l'Académie d'infanterie où il occupe des postes d'instructeur et d'administrateur. Il est un des rédacteurs des cours de tactique, armement et tir de l'école de Saragosse de l'académie. Durant cette période il collabore, aux côtés du capitaine Emilio Alemán, à la fondation et à la direction de la Collection biographique militaire (Colección Bibliográfica Militar), série d'ouvrages à thème militaire qui connut une vaste diffusion en Espagne comme à l'étranger. En aout 1932, il quitte l'académie pour entrer à l'École supérieure de guerre espagnole (Escuela Superior de Guerra) pour suivre le cours d'état major.
Pendant son séjour à l'école de guerre, il fut curieusement proposé aux élèves de sa promotion un exercice tactique qui consistait à franchir l'Èbre pour s'établir sur la route Reus-Granadella, opération très semblable à celle qu'il devait monter quelques années plus tard dans le secteur compris entre Mequinenza et Amposta durant la guerre civile, la célèbre bataille de l'Èbre. Un autre aspect de sa biographie est son implication dans la formation de la jeunesse qui l'amène à cette époque (1931-1933) à être nommé commissaire général à l'instruction des Éclaireurs d'Espagne.

## La guerre civile

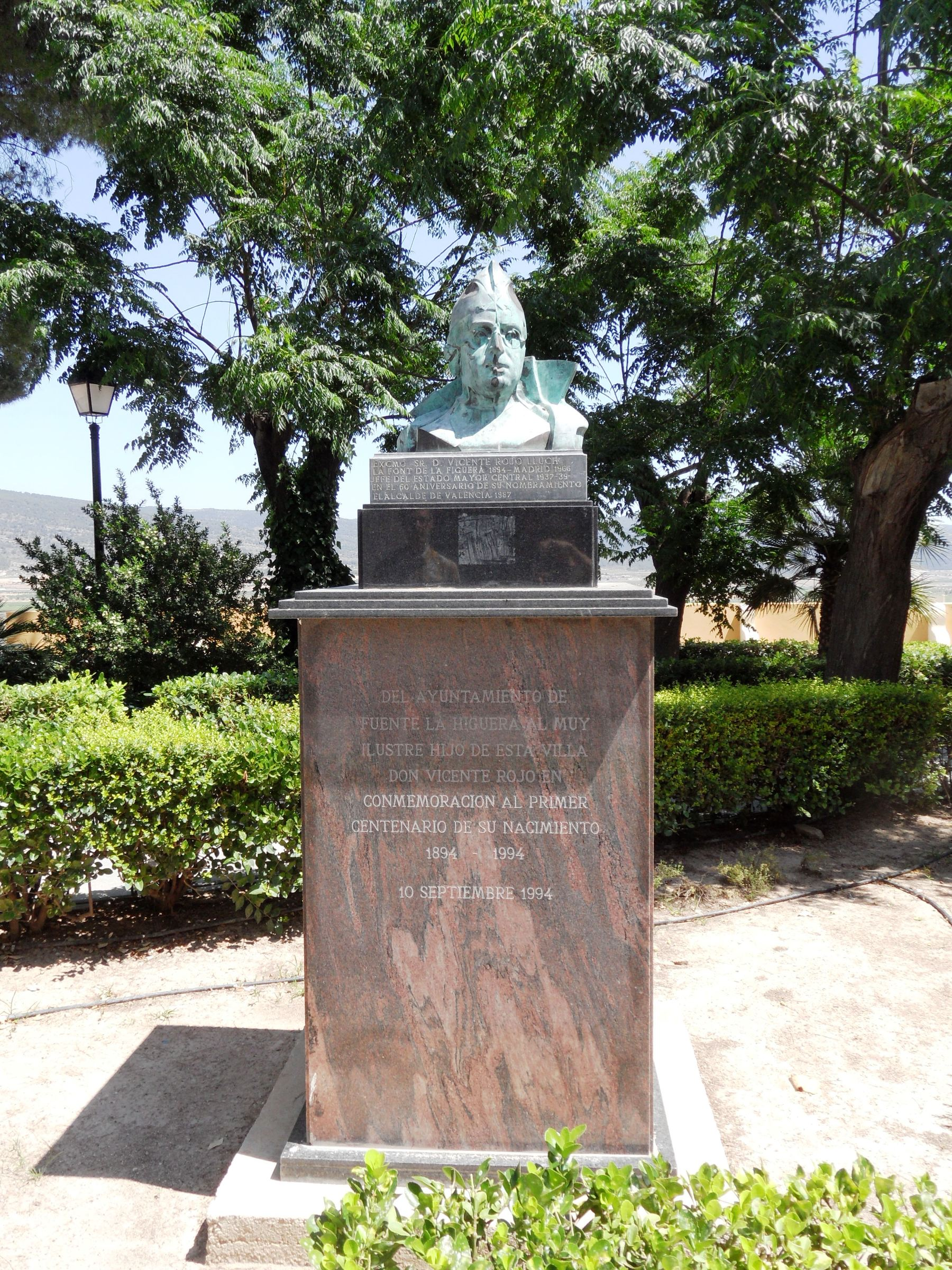
Buste de Vicente Rojo Lluch dans son village natal, La Font de la Figuera.

Rojo est promu commandant le 25 février 1936 et, lors du déclenchement de la guerre d'Espagne en juillet de la même année, il reste fidèle au gouvernement de la république: il sera un des militaires professionnels qui participera à la réorganisation des forces républicaines.
Au mois d'octobre 1936, il passe lieutenant-colonel et est nommé chef d'état-major des forces de défense commandées par le général Miaja, chef de la junte de défense de Madrid créée après le départ du gouvernement pour Valence pour défendre la capitale à tout prix. À ce poste il conçoit un très efficace plan de protection de la ville qui évite sa chute. Désormais sa  réputation d'organisateur ne cessera de croître. Nommé chef d'état major de l'armée du centre, il a un rôle prépondérant dans la préparation des opérations menées par cette armée sur le Jarama, à Guadalajara, bataille de Brunete et Belchite.
Son prestige s'accroit et il est promu colonel en mars 1937 et, après la formation du gouvernement Negrín en mai, il est nommé chef de l'état major central des forces armées et chef de l'état major de l'armée de terre. Dans ce nouvel emploi, Rojo est chargé de diriger l'expansion de l'armée populaire et il crée l'armée de manœuvre qui doit servir de fer de lance de l'armée républicaine. Au cours de l'année 1937, il monte les offensives de Huesca, Brunete, Belchite, Saragosse et Teruel. La première partie de la bataille de Teruel, qui se termine par la prise de la ville, est la seule opération où il commande directement les unités, ce qui lui vaut la décoration républicaine de la Plaque avec lauriers de Madrid (Placa Laureada de Madrid).
Promu général en octobre 1937, Rojo est désormais un des militaires les plus prestigieux de la république. L'opération la plus ambitieuse qu'il mène au cours de 1938 est la bataille de l'Èbre, du 25 juillet au 16 novembre, où la République met en jeu son prestige international, sa capacité de résistance et la possibilité de donner un tour favorable à la guerre.

## L'exil
Après la chute de la Catalogne, en février 1939, Rojo passe en France et, après un bref séjour dans ce pays, le Service d'émigration des réfugiés espagnols (SERE)(es)  lui paie la traversée pour Buenos Aires, en Argentine. Peu après, le gouvernement bolivien lui propose de créer et de tenir la chaire d'histoire militaire et d'art de la guerre à l'école d'état-major, ce qu'il fit de 1943 à 1945. Son grade de général de l'armée espagnole lui est reconnu et il reçoit la plus haute décoration.

## Le retour en Espagne
Le général Rojo rentre en Espagne en 1957, grâce aux démarches d'un jésuite qu'il a connu pendant son séjour en Bolivie et aussi au soutien de l'évêque de Cochabamba, ancien aumônier sous ses ordres. Dans un premier temps il ne lui est pas fait d'ennui mais, le 16 juillet 1957 le tribunal spécial pour les délits d'espionnage et de communisme lui signifie son inculpation pour le délit de rébellion militaire, en sa qualité d'ancien commandant de l'armée, pour, paradoxalement, ne pas s'être rebellé contre le gouvernement légitime de la République. En fin de compte il sera seulement accusé d'aide à la rébellion et condamné à trente ans de réclusion. En 1958 il est gracié, mais reste privé de ses droits civiques et assigné à résidence.
Vicente Rojo est mort à Madrid le 15 juin 1966. Parmi les journaux, seul El Alcázar, organe des anciens combattants franquistes, souligna le prestige dont il jouissait parmi les militaires pour ses capacités professionnelles.
Il a écrit plusieurs livres où il rassemble son expérience de la guerre civile:
- ¡Alerta los pueblos! (1939)
- ¡España heroica! (1961)
- Así fue la defensa de Madrid (1967).

## Sources
- (es) Cet article est partiellement ou en totalité issu de l’article de Wikipédia en espagnol intitulé « Vicente Rojo Lluch » (voir la liste des auteurs).